# خايمي مورينو
خايمي مورينو موراليس (بالإسبانية: Jaime Moreno Morales)‏ هو لاعب كرة قدم بوليفي معتزل في مركز الهجوم ولد في يوم 19 يناير 1974 في مدينة سانتا كروز دي لا سييرا في بوليفيا، أشتهر بلعبه في الدوري الأمريكي لكرة القدم حيث لعب مع دي سي يونايتد ونيويورك ريد بولز كما لعب مع نادي ميدلزبره في إنجلترا وإندبندنت سانتا في في كولومبيا ونادي بلومنغ في بوليفيا ويعتبر الهداف التاريخي للدوري ب149 هدف في 427 مباراة، كما لعب مع منتخب بوليفيا لكرة القدم في كأس العالم لكرة القدم 1994 في الولايات المتحدة وفي 5 بطولات كوبا أمريكا، إعتزل اللعب في سنة 2010، وبعد اعتزاله تم تعيينه كمدرب لنادي دي سي يونايتد تحت 23 سنة.

## روابط خارجية
- خايمي مورينو على موقع الدوري الأمريكي (الإنجليزية)
- خايمي مورينو على موقع قاعدة بيانات كرة القدم.إي يو (الإنجليزية)
- خايمي مورينو على موقع ناشيونال فوتبول تيمز (الإنجليزية)
- خايمي مورينو على موقع عالم كرة القدم.نت (الإنجليزية)